# Guo Yue
Guo Yue (17 de juliol de 1988 a Anshan, Liaoning) és una jugadora de tennis de taula de la Xina i la campiona femenina del món de 2007.
L'agost de 2011, es va col·locar en el lloc 5º de la llista Mundial Femenina de la ITTF.

## Carrera
És una jugadora d'atac de sacada esquerrà, és de Liaoning, Xina, la província on Wang Nan, Chang Chenchen i Li Jia (tots jugadors esquerrans) venen. És capdavanter potencial en l'equip femení xinès. La seva sòcia original en dobles femenins va ser Niu Jianfeng, que ve d'Hebei. Actualment, la seva parella és Li Xiaoxia, qui també és la seva companya de cambra.